# タプイ

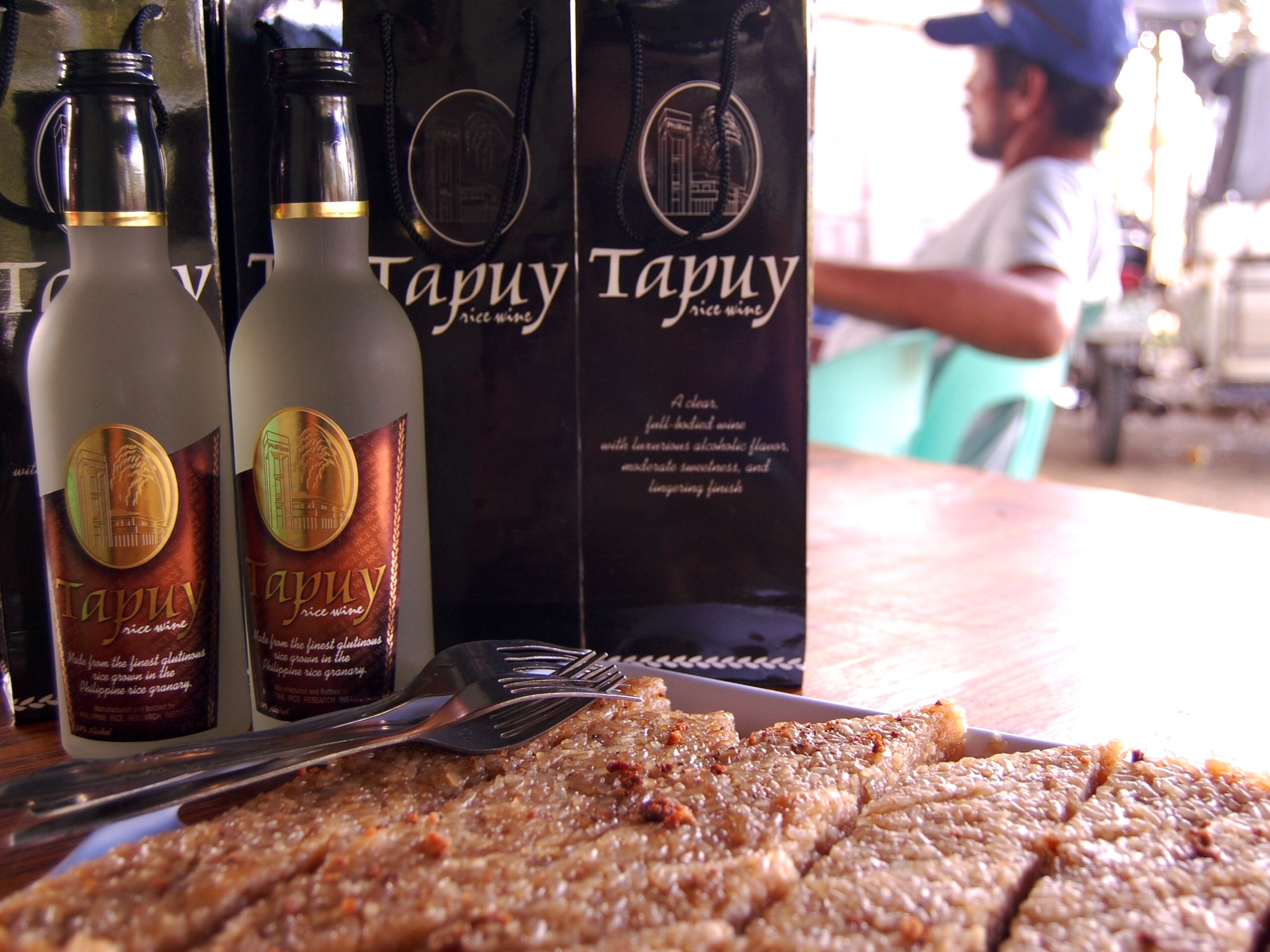
タプイとビコ

タプイ（tapuy）は、フィリピンのライスワイン。ルソン島北部のコルディレラ山地の、イフガオ州とマウンテン州の一部で、イフガオ族によって作られている。

## 特徴
ルソン島北部では土地の標高に応じて、沿岸の低地、内陸、高地でそれぞれヤシ、サツマイモ、米が栽培されており、それに対応してヤシ酒、サツマイモの酒、ライスワインが作られている。タプイは、この三番目のライスワインに当たる。原料米を最初に炒り熱湯に入れるのが、他の東南アジア諸国のライスワインには見られない特徴である。
冠婚や祭の飲料として農家などで作られるが、近年ではキアンガンにタプイを製造するヘルムス・ライスワインという企業が設立されている。また、イフガオ族居住地の近代化にともなってジンやラム酒、ビールなどの消費が増えて需要は減退している。

## 製法
20世紀前半までは原料に赤米を用いていたが、徐々に白の粳米かもち米に取って代わられ、近年では特別な祝祭日などにのみ赤米を使う。脱穀した米を直径80cmほどの鉄製の平鍋に入れて、へらでかき混ぜながら焦げないように黄色くなるまで炒める。米と同量の湯を別の鍋で沸騰させておき、その中に米を投入して3分ほどかけて炊き上げ糊化を促す。鍋に籐製の籠で蓋をして、さらに15分ほど加熱して焦げ飯を作り、この籠に米飯を移す。
室温で15分ほど放置して40°Cぐらいまで冷めたら、粉末状の餅麹（ブボット）を振りかける。底の深い籐籠に稲藁を敷き、さらに火で炙って柔らかくしたバナナの葉を敷き詰め、底に直径6-7cmの小さな穴を開けて米飯を移す。バナナの葉で蓋をしてへらを乗せ、底の穴から滴る糊化液を受けるための容器を下に敷く。1974年の調査では、へらではなく順調な発酵を祈るために結んだ藁を乗せていたという。
発酵はすぐに始まり、翌日には甘酸っぱいもろみが生成される。この状態でも、ビヌブダンと呼ばれる甘酒として飲用または食用とされる事もある。さらに3日ほど経つと、糖化発酵が進んでさらに液状化する。容器に貯まった液体部分は淡い鼈甲色を呈し、籠の内部は粥のような状態であり発泡したアルコール度数2-4%の甘酒となっている。液相と固相の体積比はおよそ3:2であり、ここまで分離していた事により糖化が効率的に行われる。
得られた液体と粥状の米は、一緒に土器の壺に移される。バナナの葉をかぶせて木皮または藁紐でしっかり縛り、5-7日間熟成させてアルコール発酵を進める。こうして完成したタプイは、アルコール度数12%前後の甘い酒となる。10日以上の過発酵では酸味と苦みが生じると言われているが、ろ過などを行った上で適切に管理すれば数ヶ月保管できるとも考えられている。